# 中野弘彦
中野 弘彦（なかの ひろひこ、1927年4月3日 - 2004年3月4日）は日本画家。山口県生まれ。京都市育ち。

## 略歴
- 1927年 山口県に生まれる。
- 1945年、京都市立美術工芸学校卒業。
- 小学校教員をへて
- 1957年、立命館大学文学部哲学科哲学専攻卒業。
- 1959年、京都大学文学部哲学科美学美術史専攻修了。
- 1974年 画家に転身
- 1978年 京都美術展大賞受賞、東京セントラル日本画展優秀賞受賞
- 1979年 第5回山種美術館賞展優秀賞受賞
- 1993年 京都府文化功労賞受賞
- 1996年、成安造形大学教授に就任。その後、同大学名誉教授に。
- 2004年 肺炎のため逝去（享年76歳）[1]

## 主な展覧会
- 何必館（かひつかん）･京都現代美術館「藤原定家と鴨長明の無常」（1989年）
- 何必館・京都現代美術館「山頭火と芭蕉」（1996年）
- 何必館・京都現代美術館「無常　存在の根元を観る」（2003年）
- 何必館・京都現代美術館「無常なること 中野弘彦展」（～2015年3月22日）

## 主な受賞歴
- 京都美術文化賞（1990年）
- 京都府文化賞功労賞（1993年）
- 京都市文化功労者賞（1998年）
- 京展栖鳳賞受賞（2003年）